# Бучинцев, Олег Сергеевич
Олег Сергеевич Бучинцев — советский и узбекистанский самбист, серебряный призёр первенства СССР среди юношей 1987 года, серебряный призёр всесоюзных юношеских игр 1988 года, бронзовый призёр розыгрыша Кубка СССР, бронзовый призёр чемпионата мира 1992 года в Минске, бронзовый призёр розыгрыша Кубка мира в командном зачёте 1992 года. Мастер спорта СССР международного класса, Заслуженный тренер Республики Узбекистан. Выступал в первой средней весовой категории (до 82 кг). Награждён медалью «Дустлик». Работал старшим тренером спортивного клуба «Трактор» (Ташкент).

## Спортивные результаты
- Первенство СССР по самбо 1987 года среди юношей — ;
- Всесоюзные юношеские игры 1988 года — ;
- Кубок СССР по самбо 1990 года — ;